# غزنة

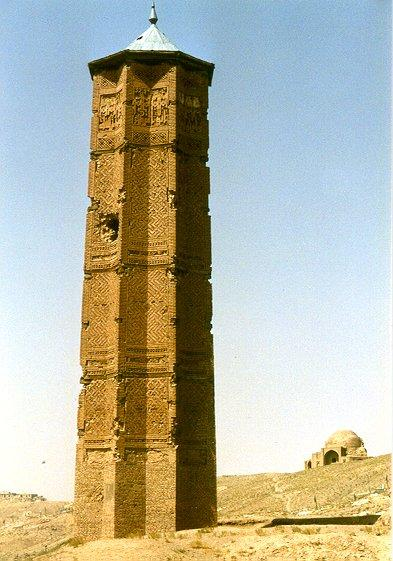
مئذنة (منارة) شُيِّدَت في غزنة في عهد إبراهيم شاه حاكم الدولة الغزنوية (963-1187)

غَزْنَة أو غَزْنِين مدينة أفغانية تقع جنوب غربي العاصمة كابُل. عدد سكانها الخمسين ألف نسمة، كانت عاصمة الغزنويين، كما كانت من أهم مراكز الثقافة والآداب في العالم الإسلامي.
وتعتبر غزنة نُسِب جماعة من العلماء منهم سراج الدين أبو حفص عمر، الفقيه الحنفي. وفد إلى القاهرة وتولى قضاء الديار المصرية، وترك آثاراً مختلفة منها كتاب «الشامل» في الفقه، وكتاب «شرح عقيدة الطحاوي» وتوفي سنة (773هـ). وغزنة مثل غيرها من مدن أفغانستان فهي مدينة قديمة جدًّا وشهدت غزوات عسكرية كثيرة. ففي فترة ما قبل الإسلام، كان يسكن هذه المنطقة البوذيين حتى وصل المسلمون العرب في القرن السابع لنشر الإسلام. وخلال الحرب الإنجليزية الأفغانية الأولى في القرن التاسع عشر، تم تدمير غزنة مرة أخرى من قبل القوات البريطانية الهندية واقتحام قلعة غزنة، وذلك خلال معركة غزنة، وحاليا يجري بناء المدينة من قبل حكومة أفغانستان من أجل إحياء عصر الغزنويين والتيمورية عندما شغلت منصب المركز للحضارة الإسلامية؛ نظراً لموقعها الاستراتيجي، ومقاتلي طالبان كثيرًا ما يحاولون دخول المنطقة رغبةً منهم في السيطرة عليها، ولكن القوات التي يقودها الناتو دفعت بهم بعيدًا في السنوات الأخيرة، ووضعت قوات الأمن الوطنية الأفغانية العديد من نقاط التفتيش، وتولت السيطرة على المنطقة، لكن ما تزال هناك هجمات في بعض الأحيان من قبل المسلحين، وقد تم اختيارها كعاصمة للثقافة الإسلامية عام 2013 من قبل المنظمة الإسلامية للتربية والعلوم والثقافة.

## التاريخ

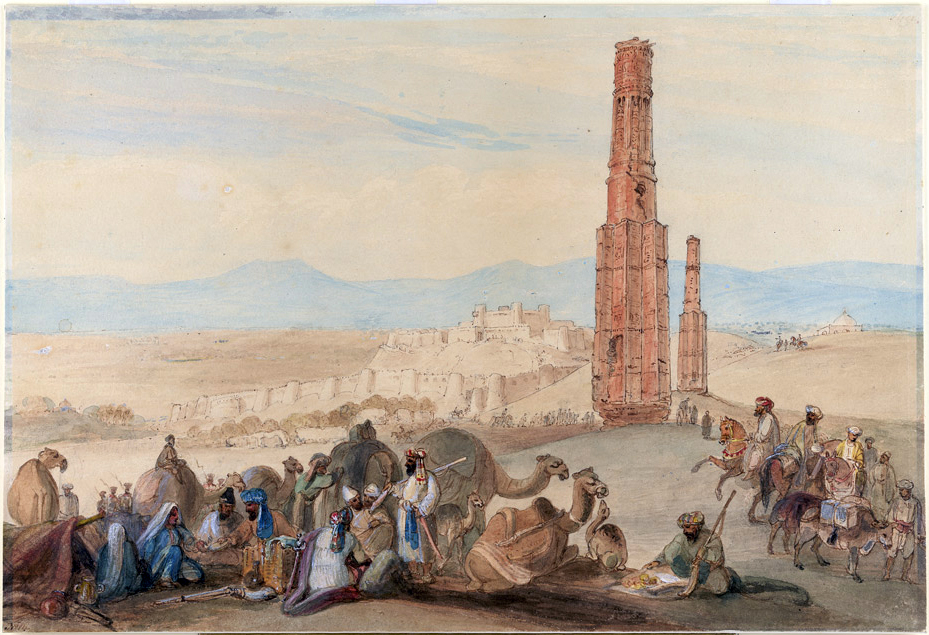
القلعة وقلعة غزنة (أفغانستان) والقصر الثاني، لوحة للرسام جيمس أتكينسون عام 1839 م.

تأسست مدينة غزنة في وقت ما في العصور القديمة كمدينة صغيرة في السوق والتي ذكرها بطليموس، في القرن السادس قبل الميلاد، واحتلت المدينة من قبل الملك الأخميني سايروس الثاني، وأدمجت في الإمبراطورية الفارسية، ثم لاحقًا في إمبراطورية الإسكندر الأكبر في عام 329 قبل الميلاد.
كانت غزنة مركزًا بوذيًا نشطًا حتى القرن السابع الميلادي إلى أن جلبت الجيوش العربية إسلام إلى المنطقة ولكن العديد من رفض قبول الدين الجديد. غزا يعقوب بن الليث من مدينة زارانج في أواخر القرن التاسع الميلادي. أصبحت في وقت لاحق عاصمة الإمبراطورية الإبهار الغزنوي، الذي شمل الكثير من شمال الهند وبلاد فارس وآسيا الوسطى
وفي وقت لاحق في هذه الفترة التي تم تدميرها من قبل جيوش جنكيز خان المغول، بقيادة ابنه أوقطاي خان .في العقود الأولى من القرن الحادي عشر الميلادي، كانت غزنة أهم مركز للأدب الفارسي. وكان هذا نتيجًة للسياسة الثقافية للسلطان محمود (حكم 998-1030)، الذي جمع حلقة من العلماء والفلاسفة والشعراء حول عرشه لدعم ادعائه حقه من الملكية في إيران .
زار الرحالة الشهير إبن بطوطة غزنة في عام 1333 ميلاديا وقال فيها:
كتب الزوار والمقيمون المعاصرون في غزنة من العجب من بهرجة من المباني والمكتبات الكبرى، والفخامة في الاحتفالات ومحكمة ثروة من الأشياء الثمينة التي يملكها المواطنون في غزنة. غزنة مدينة تشتهر في شكل المآذن المبنية على الخطة النجمية. إلا أنها تعود من منتصف القرن الثاني عشر وهما العنصران اللذان على قيد الحياة من مسجد إبراهيم شاه وزينت جوانبه مع أنماط هندسية معقدة، تضررت بعض الزوايا العلوية من المآذن أو دمرت، ومن الأشياء المهمة في مدينة غزنة ضريح محمود سلطان وتشمل الآخرين من مقابر من الشعراء والعلماء، مثل قبر أبو الريحان البيروني، أنقاض فقط في غزنة قديم الإبقاء على مظهر من مظاهر الشكل المعماري هي برجين، حوالي 43 م (140 قدم) مترًا و365 (1،200 قدم) على حدة. وفقا للنقوش، تم تشييد الأبراج من قبل محمود الغزنوي وابنه. ولأكثر من ثمانية قرون نجا من «أبراج النصر» الآثار إلى الإمبراطورية الأعظم في أفغانستان الحروب والغزوات، وهما الحلوى الملونة المآذن، وتزين مع تيرا كوتا البلاط أثيرت في القرن الثاني عشر ميلاديًا في وقت مبكر والآثار إلى الانتصارات من الأفغان الجيوش التي بنيت الإمبراطورية، وبحلول الوقت الذي انتهت من وضع إزالة الغزنوي من غزنة، كانت المدينة مركزًا ثقافيًا للعالم الإسلامي الشرقي.